# Одруження (фільм, 1937)
«Одруження» — радянський кінофільм 1937 року. Екранізація п'єси Миколи Гоголя. Перша режисерська робота актора Ераста Гаріна. Вийшов на екрани 28 липня 1937 року, але вже в серпні картина була вилучена з прокату. Фільм вважається втраченим.

## Сюжет
Чиновник Подкольосін тяготиться своїм холостяцьким життям, але у той же час боїться порушити звичний уклад. Його друг Кочкарьов сватає Подкольосіну купецьку дочку Агафію Тихонівну. Чимало трудів вартує Кочкарьову умовити приятеля вирушити до нареченої. Але в останній момент Подкольосін, злякавшись майбутніх змін, ховається.

## У ролях
- Ніна Латоніна —  Агафія Тихонівна Купердягіна, купецька дочка, наречена
- Ераст Гарін —  Іван Кузьмич Подкольосін, надвірний радник, наречений
- Степан Каюков —  Іван Хомич Кочкарьов, друг Подкольосіна
- Олексій Матов —  Никанор Іванович Анучкін, відставний офіцер, наречений
- Олександр Чекаєвський —  Олексій Дмитрович Стариков, наречений
- Зоя Федорова —  Дуняша, дівчинка в домі Купердягіних
- Віра Стрєшнєва —  Арина Пантелеймонівна, тітка Агафії Тихонівни
- Ольга Томіліна —  Фьокла Іванівна, сваха
- Костянтин Гібшман —  Балтазар Балтазарович Жевакін, відставний моряк, наречений
- Олександр Ларіков —  Іван Павлович Яїчніца, екзекутор, наречений

## Знімальна група
- Автори сценарію: Ераст Гарін, Хеся Локшина
- Режисери-постановники: Ераст Гарін, Хеся Локшина
- Оператор-постановник: Анатолій Погорєлий
- Художник-постановник: Ісаак Махліс
- Звукорежисер: Олександр Беккер